# SS 433

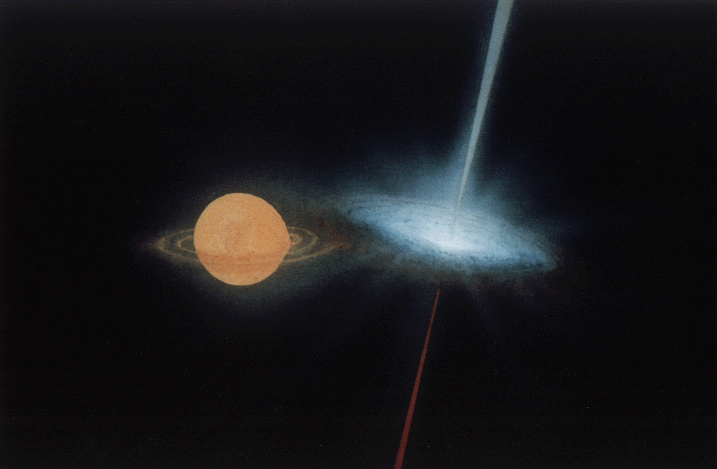
Vue d'artiste de SS 433.

SS 433 est un microquasar de notre galaxie situé dans la constellation de l'Aigle qui est unique en son genre. Comme tous les microquasars, c'est une étoile binaire de courte période, dont l'un des composants est un trou noir et l'autre une étoile « normale » (c'est-à-dire toujours dans la phase de combustion thermonucléaire), dans le cas présent une étoile supergéante. SS 433 se trouve au milieu d'un rémanent de supernova assez spectaculaire, appelé W 50 (en), et vieux d'environ 20 000 ans. La supernova aurait produit à la fois le trou noir et la nébuleuse W 50. Ce microquasar a été recensé pour la première fois dans le catalogue SS sous le numéro 433.

## Principales caractéristiques
La distance de SS 433 est estimée à 5,5 kiloparsecs soit à environ 18 000 années-lumière. SS 433 est l'un des très rare microquasar connu émettant de façon continue des jets, dont la vitesse a été mesurée précisément à 0,26 fois la vitesse de la lumière. La masse des deux composantes de SS 433 n'est pas connue avec certitude, mais il semble que l'étoile normale ait une masse de 10,9 ± 3,1 masses solaires (M☉), alors que le compagnon compact a une masse estimée à 2,9 ± 0,7 M☉, ce qui en fait un probable candidat trou noir. L'étoile a un type spectral allant de A3 à A7 selon les auteurs. Les deux objets sont en orbite l'un autour de l'autre avec une période de 13,08 jours. Le compagnon compact de l'étoile émet un fort rayonnement X, dû à la présence d'un disque d'accrétion produit par de la matière arrachée à l'étoile dite « normale ». Le plan de la région interne de ce disque d'accrétion n'est pas parallèle au plan de l'orbite du système. Il subit donc une précession, avec une période de 162,375 jours. Observationnellement, cela se traduit par le fait que les jets observés ne sont pas rectilignes, mais présentent une structure hélicoïdale en « tire-bouchon » qui s'évase peu à peu (voir #Liens externes ci-dessous).